# Machaonia nipensis
Machaonia nipensis är en måreväxtart som beskrevs av Attila L. Borhidi och M.Fernández Zeq.. Machaonia nipensis ingår i släktet Machaonia och familjen måreväxter.

## Underarter
Arten delas in i följande underarter:
- M. n. moaensis
- M. n. nipensis